# Clarisse Menezes
Clarisse Santos Vieira de Menezes (Rio de Janeiro, 3 de setembro de 1979) é uma esgrimista e pentaleta brasileira.
Começou a praticar pentatlo moderno em 2002, e chegou a ser reserva da seleção brasileira. A partir de 2007, passou a se dedicar exclusivamente à esgrima, sendo treinada pelo mestre de armas russo Oleg Fomin.
Foi a primeira mulher a conquistar uma medalha para a esgrima brasileira nos Jogos Pan-Americanos, com o bronze no Rio, em 2007. Nos Jogos de Guadalajara, em 2011, foi eliminada nas oitavas-de-final.
Fora das pistas de esgrima, trabalha como dentista.

## Títulos
- Campeonato Brasileiro de Esgrima - 2007, 2008 e 2014
- Medalha de bronze Pan americano 2007 no rio de janeiro